# كأس رابطة الأندية الإنجليزية المحترفة 1991–92
كأس رابطة الأندية الإنجليزية المحترفة 1991–92 (بالإنجليزية: 1991–92 Football League Cup)‏ هو موسم من كأس رابطة الأندية الإنجليزية المحترفة. كان عدد الأندية المشاركة فيه 93، وفاز فيه مانشستر يونايتد.